# Isla Barranco Alto
La isla Barranco Alto (51°48′S 59°29′O / -51.800, -59.483) se encuentra en aguas del Estrecho de San Carlos, frente al Rincón de San Martín y al este de la isla Cisne del archipiélago de las Malvinas. Administrativamente pertenece al departamento Islas del Atlántico Sur de la provincia de Tierra del Fuego, Antártida e Islas del Atlántico Sur.
En el extremo norte de la isla y en extremo noroeste del islote que emerge al sudoeste, se encuentran dos de los puntos que determinan las líneas de base de la República Argentina, a partir de las cuales se miden los espacios marítimos que rodean al archipiélago.